# Mjöl

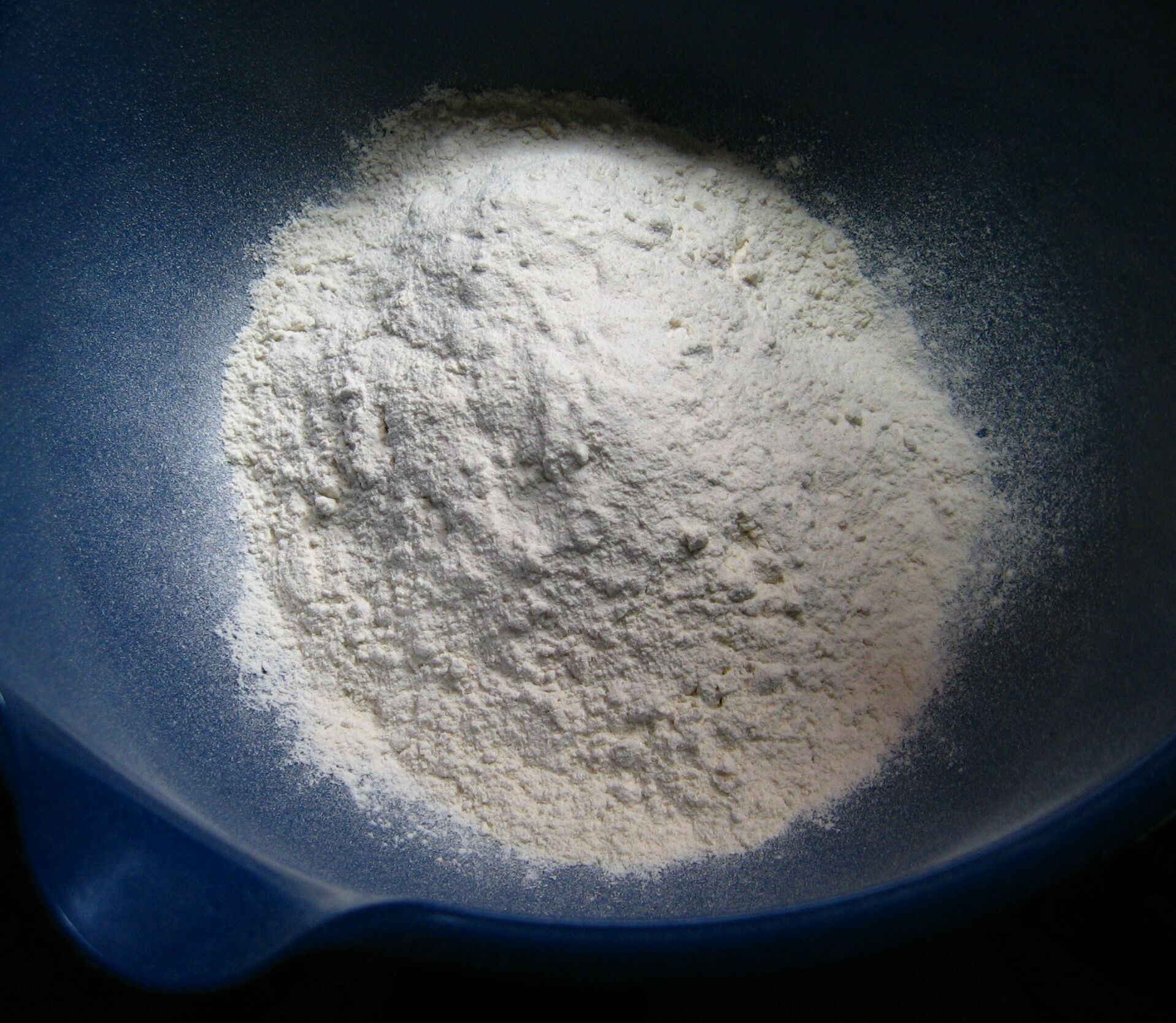
Vetemjöl

Mjöl är en finmald substans framställd av någon råvara genom att använda en kvarn. Ordet "mjöl" avser oftast vegetabiliskt mjöl som tillverkats av sädesslag (såsom vete och råg), men kan även användas för andra ämnen som har malts till mjöl, som benmjöl och stenmjöl. Ibland används ordet om finkorniga substanser som inte är malda, som frömjöl (pollen).
Som livsmedel används mjöl till bland annat bakning, stuvning och redning. Mjöl är även den främsta ingrediensen i bröd, pasta och pannkakor. 
Mjöl består till största delen av stärkelse. Grovt mjöl innehåller också mycket kostfiber. Mjöl kan förvaras i åratal så länge det hålls torrt och utom räckhåll för skadedjur som mjölbaggar.
Vid siktning av mjöl fås kli som biprodukt.
Havremjöl härsknar fort på grund av den höga halten av omättat fett. Rostat havremjöl kallas för skrädmjöl och har längre hållbarhet. Havremjöl är naturligt glutenfritt, likaså majsmjöl och bovetemjöl.
Eftermjöl kommer från kliskiktet i kärnan och är det mjöl som kommer sist ur kvarnen vid malning och har därför något sämre kvalitet än andra mjölsorter.

## Typer av mjöl

### Vetemjöl
Vetemjöl är finmalet och siktat mjöl av vete med hög halt av gluten. Det används i många bakverk och brödsorter. Osiktat mjöl av vete kallas för grahamsmjöl. Blekning av vetemjöl upphörde i Sverige på 1940-talet. Berikning av vetemjöl med järn och B-vitaminer började i Sverige år 1944. För att förbättra bakegenskaperna tillsättes bromat eller askorbinsyra. I Sverige förbjöds bromattillsats år 1982.
Det finns vetemjöl med högre proteinhalt än det vanliga, exempelvis Vetemjöl special och Ölandsvetemjöl.
En deciliter vetemjöl väger ca 60 gram men varierar med vattenhalt, halt av fullkorn samt hur grovt mjölet är.

### Andra sorters mjöl

#### Vegetabiliska mjöl
- Barkmjöl
- Dinkelmjöl
- Bovetemjöl
- Färskmjöl
- Gulärtsmjöl
- Grahamsmjöl
- Grönärtsmjöl
- Havremjöl
  - Skrädmjöl
- Kikärtsmjöl
- Kornmjöl
- Linsmjöl
- Majsmjöl
- Mandelmjöl
- Potatismjöl
- Rismjöl
- Rågmjöl
- Rågvetemjöl
- Sojamjöl
- Teffmjöl

#### Animaliska mjöl
- Benmjöl
- Fiskmjöl
- Köttmjöl

#### Mineraliska mjöl
- Stenmjöl

Frömjöl är inte ett mjöl i den snävare bemärkelsen malet pulver.